# Jean-Luc Ho
Jean-Luc Ho, né en 1984, est un claveciniste et organiste français.

## Biographie
Dès son plus jeune âge, Jean-Luc Ho se passionne pour les claviers anciens : il commence à huit ans l'apprentissage du clavecin et s'initie à l'orgue, puis au clavicorde. Lauréat du conservatoire de Paris-CNSMDP en 2006 (Premiers Prix de clavecin avec Olivier Baumont et de basse continue avec Blandine Rannou), il reste marqué par l'enseignement de Blandine Verlet.
Chers et nombreux sont ses amis facteurs, chercheurs, musiciens, artisans qui facilitent et inspirent quotidiennement son travail. Il affectionne la complicité des duos avec Raphaële Kennedy (soprano), Lucile Richardot (mezzo soprano), Louis Créac'h et Guillaume Rebinguet-Sudre (violon), Anne-Marie Blondel, Freddy Eichelberger et Aurélien Delage (orgues ou clavecins), Itay Jedlin (traverso).
Son intérêt pour la facture et les instruments historiques lui offre un contact privilégié avec des tribunes prestigieuses et des collections d'instruments où il est invité à se produire en récital (Ste Croix de Bordeaux, Souvigny, Marmoutier, St Michel en Thiérache, Dole ou encore St Remy à Dieppe... Cobbe Collection à Hatchland, Fenton House collection à Londres, le Musée de la musique à Paris, le musée des Beaux-Arts de Chartres, le château d'Assas).

## Carrière
Il est l'un des initiateurs du projet "L'Art de la Fugue", œuvrant à l'installation et à la valorisation d'un orgue espagnol de 1768 dans l'église Saint-Éloi de Fresnes.
Son premier disque de clavecin consacré à Bach & Couperin ("Le choix de France-Musique", Diapason découverte, Suggestion CD Le Monde) paraît chez L’Encelade en 2011. Pour le label « Cordes et âmes », il enregistre en concert l'intégrale des sonates pour violon et clavecin de Jean-Sébastien Bach et un récital Sweelinck au claviorganum.
Sur France Musique, on a pu l'entendre en récital au clavecin ou à l'orgue: Série "Génération Jeunes Interprètes; en live au festival de Montpellier et au festival de St Michel en Thiérache..., en concerto sur le Longman & Broderip du Musée de la Musique (concerto en ré WQ23 de C. P. E. Bach en 2008); il participe également au "Matin des Musiciens" et au "Magazine".
Continuiste apprécié, il joue et enregistre régulièrement sous la direction d'Hervé Niquet (Le Concert Spirituel) et de David Stern (Opera Fuoco).

## Enseignement
Il a enseigné le clavecin entre 2004 et 2011 à l'école de Musique de Franconville (Val d'Oise), depuis 2012 à l’académie de claviers anciens de Dieppe et collabore régulièrement avec l'Arcal, l'abbaye de Royaumont, le musée de la musique dans le cadre d'actions pédagogiques en direction d'un public plus large.

## Discographie
| Année | Titre | Label          |
| ----- | --- | -------------- |
| 2011  | Bach - Couperin                                                                                           | L'Encelade     |
|       | Sweelinck - Keyboard Works                                                                                | Cordes et âmes |
| 2014  | Image of Melancholly                                                                                      | NoMadMusic     |
| 2015  | Intégrale des Partitas pour clavecin                                                                      | NoMadMusic     |
| 2015  | William Byrd - Walsingham (ECL1401)                                                                       | L'Encelade     |
| 2020  | François Couperin : deux messes pour orgue (dans le vol. 2 des pièces pour clavecin par Bertrand Cuiller) | Harmonia Mundi |